# Moncrivello
Moncrivello là một đô thị ở tỉnh Vercelli trong vùng Piedmont thuộc Ý, có cự ly khoảng 35 km về phía đông bắc của Torino và khoảng 35 km về phía tây của Vercelli. Tại thời điểm ngày 31 tháng 12 năm 2004, đô thị này có dân số 1.437 người và diện tích là 20,2 km².
Moncrivello giáp các đô thị: Bianzè, Borgo d'Ale, Borgomasino, Cigliano, Livorno Ferraris, Maglione, Mazzè, Villareggia, và Vische.